# Aljaksandr Lukaschenka

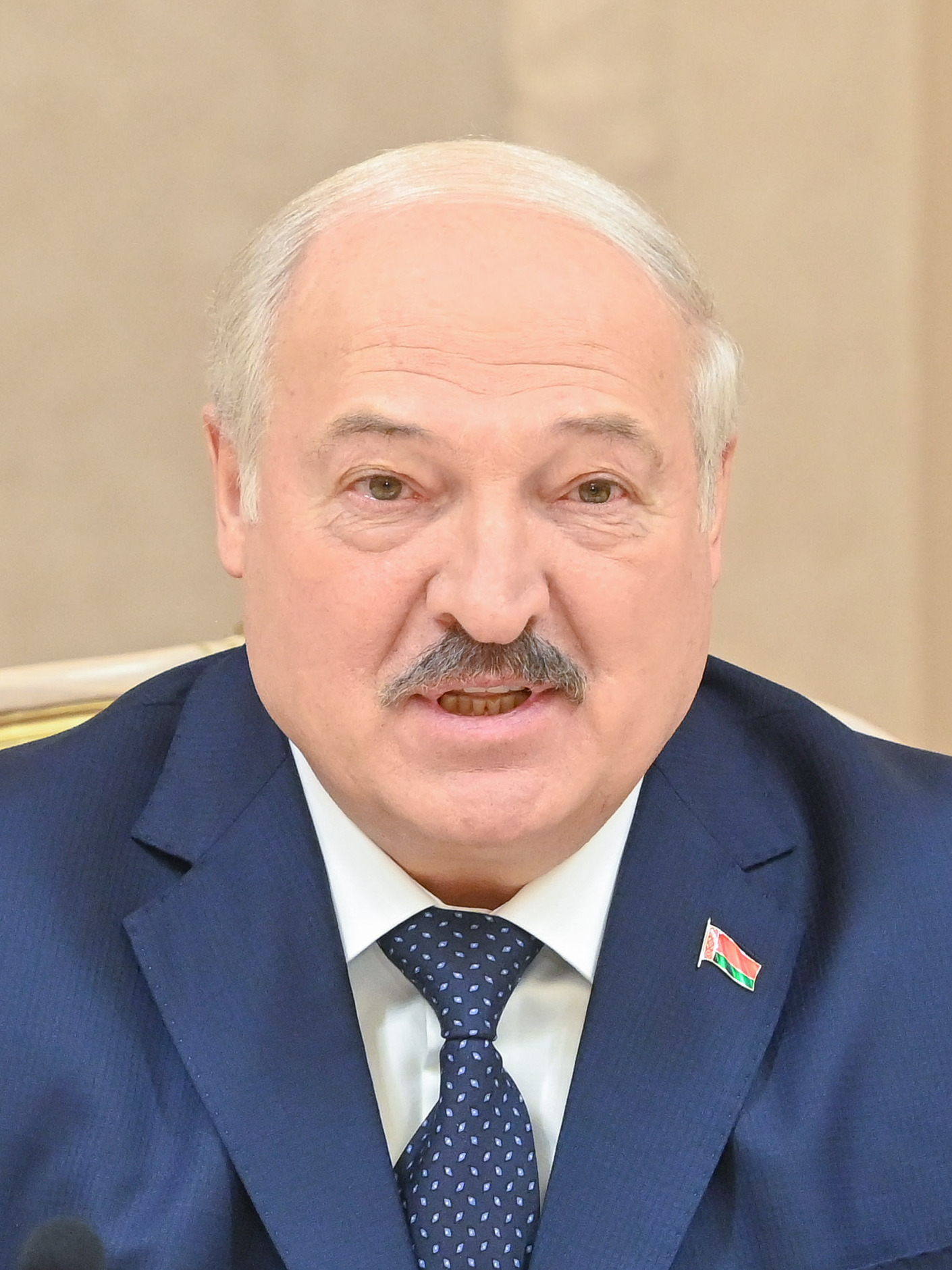
Aljaksandr Lukaschenka (2023)

Aljaksandr Ryhorawitsch Lukaschenka (belarussisch Аляксандр Рыгоравіч Лукашэнка [alʲakˈsand(a)r rɨˈɣɔravʲit͡ʂ lukaˈʂɛnka], russisch Алекса́ндр Григо́рьевич Лукаше́нко [ɐlʲɪkˈsandr ɡrʲɪˈɡorʲjɪvʲɪtɕ lʊkɐˈʂɛnkə], deutsch ‚Alexander Grigorjewitsch Lukaschenko‘; * 30. August 1954 in Kopys, Sowjetunion) ist ein belarussischer Politiker und seit dem 20. Juli 1994 Präsident von Belarus. Von der Europäischen Union, dem Vereinigten Königreich, den Vereinigten Staaten und einer Reihe weiterer Staaten wird er seit der gefälschten Präsidentschaftswahl 2020 und den darauf folgenden Massenprotesten im Land, die er niederschlagen ließ, nicht mehr als legitimes Staatsoberhaupt anerkannt. Wegen seines autoritären Regierungsstils bezeichnen ihn Politikwissenschaftler und Beobachter als „letzten Diktator Europas“.
Lukaschenka entmachtete mit mehreren im Allgemeinen als undemokratisch eingeschätzten Volksabstimmungen das aus Rat der Republik und Repräsentantenhaus bestehende Parlament. Er regiert das Land seitdem als faktischer Alleinherrscher. Auf die Massenproteste gegen die Herrschaft Lukaschenkas 2020 reagierten die Behörden mit Gewalt. Am 1. September 2020 meldete das Büro des Hohen Kommissars der Vereinten Nationen für Menschenrechte, seit dem Tag der Präsidentschaftswahl Berichte zu über 450 dokumentierten Fällen von Folter und Misshandlungen erhalten zu haben, darunter auch über Anwendung von Gewalt gegen Frauen und Kinder sowie sexuellen Missbrauch, Vergewaltigung und Verschwindenlassen von Regierungsgegnern.

## Karriere
Lukaschenka studierte Agrarwissenschaft an der Landwirtschaftsakademie in Horki sowie Geschichte an der Pädagogischen Hochschule in Mahiljou. Von 1975 bis 1977 wurde er als Assistent eines Politruks des KGB bei den Grenztruppen der UdSSR in Brest eingesetzt. Von 1980 bis 1982 war Lukaschenka Politoffizier bei einer Panzerkompanie der Sowjetarmee. Danach wurde er Sekretär der KPdSU und Direktor einer Sowchose. Er unterstützte 1991 den Augustputsch in Moskau gegen Michail Gorbatschow. Als sich vier Tage danach während des fortschreitenden Zerfalls der Sowjetunion die Weißrussische Sowjetrepublik (BSSR) für unabhängig erklärte, soll Lukaschenka nach eigenen Angaben als einziger Abgeordneter des weißrussischen Obersten Sowjets (Parlament) gegen die Loslösung der BSSR von der Sowjetunion gestimmt haben.
1993 wurde er zum Vorsitzenden des parlamentarischen Anti-Korruptionsausschusses gewählt und beschuldigte führende Regierungsmitglieder der Korruption, einschließlich des Parlamentspräsidenten und Staatsoberhaupts Stanislau Schuschkewitsch, der daraufhin eine Vertrauensabstimmung im Parlament und somit sein Amt verlor. Nach einem von Korruptionsvorwürfen gegen seine Mitbewerber geprägten Wahlkampf wurde er am 10. Juli 1994 zum ersten Präsidenten des Landes gewählt. Die OSZE und die USA stuften den Urnengang allerdings als fragwürdig ein. Lukaschenka ging sofort gegen die sich politisch und ökonomisch nach Westen orientierende Presse vor und prangerte wiederholt die Finanztransfers politischer Organisationen – unter anderem der deutschen Friedrich-Ebert-Stiftung – an befreundete Organisationen und Medien in Belarus an.

## Politik als Machthaber von Belarus

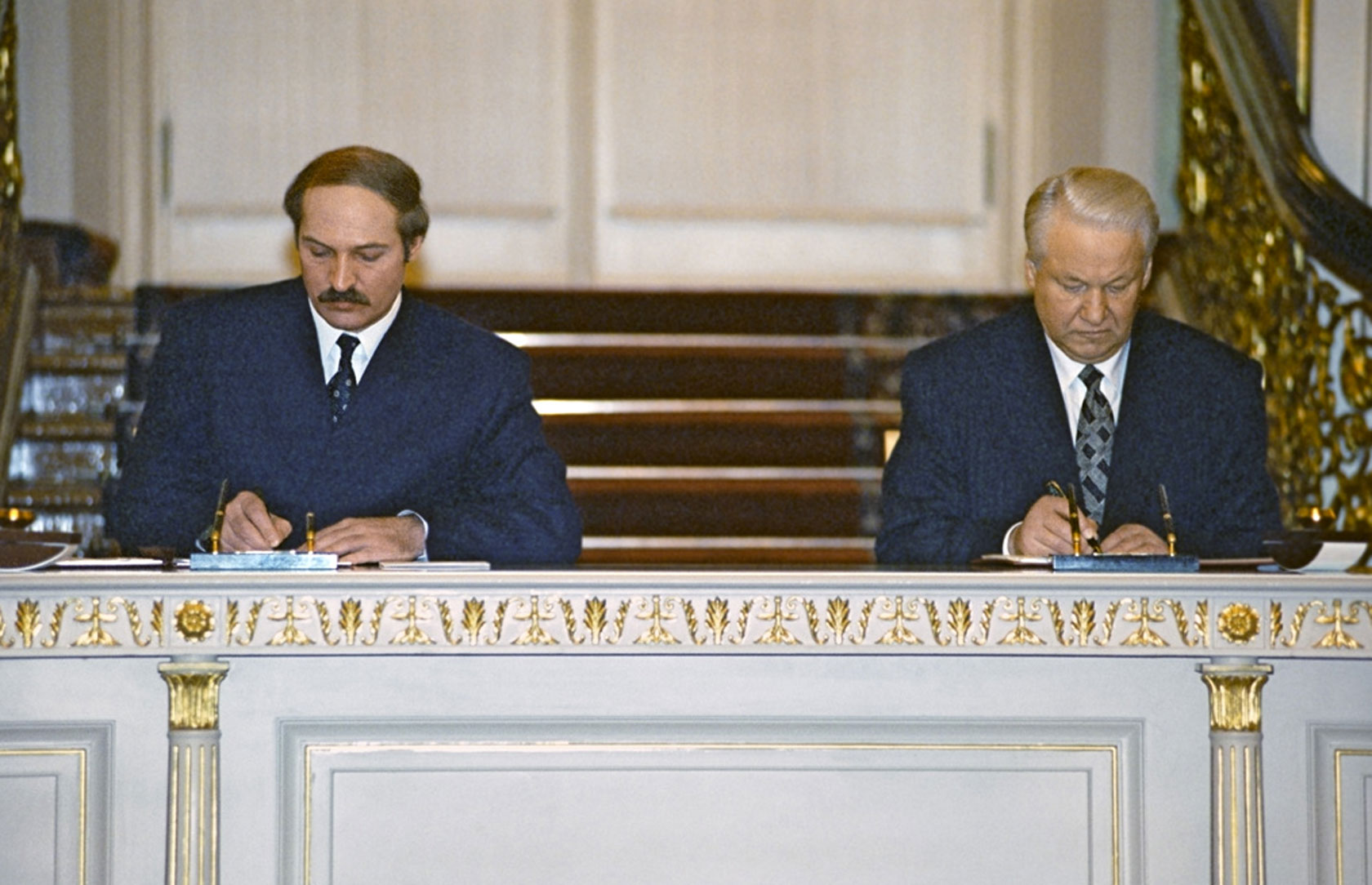
Lukaschenka und Jelzin bei der Unterzeichnung des russisch-belarussischen Unionsvertrags (1997)

### Erste Amtszeit (1994–2001)
Als eine der ersten Maßnahmen nach seiner Wahl wurden Staatssymbole eingeführt, die deutlich an die Sowjetzeit erinnern. Lukaschenka wandte sich vom Westen ab, stoppte die Privatisierungen und erstrebte eine Neuauflage der Sowjetunion unter Einschluss Russlands, der Ukraine und Belarus'. Dazu unterzeichnete er mit Boris Jelzin in der zweiten Hälfte der 1990er Jahre verschiedene, meist folgenlos gebliebene Unionsverträge wie jenen für die Russisch-Belarussische Union. Lediglich die Verteidigungs- und vorübergehend die Zollunion wurden umgesetzt.
In den Jahren 1999 und 2000 verschwanden vier zu Lukaschenka oppositionell eingestellte Politiker und Pressevertreter (siehe Abschnitt Verschwindenlassen von Oppositionellen).

### Zweite Amtszeit (2001–2006)
Mit Amtsantritt Wladimir Putins kühlte sich zunächst das Klima gegenüber Russland ab, so dass Lukaschenka sein Land zunehmend auch in Richtung Osten isolierte. 2001 ließ er sich als Präsident bestätigen, obgleich seine erste Amtszeit abgelaufen war. Neben dem außenpolitischen Kontakt zu Russland gab Lukaschenka den Beziehungen zu Nordkorea, Turkmenistan, Katar, Iran, Kuba, der Volksrepublik China, Sudan und Venezuela (bis zur Festnahme Saddam Husseins 2003 auch zum Irak und bis zur Absetzung Gaddafis 2011 zu Libyen) Priorität.

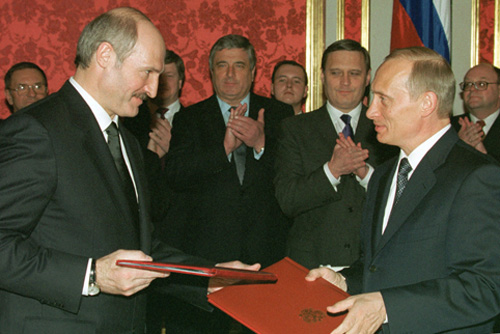
Aljaksandr Lukaschenka mit Staatspräsident Wladimir Putin (2002)

Im Jahr 2002 wurde die Jugendorganisation Belarussische Republikanische Junge Union gegründet, die treu zu Lukaschenka steht und Nachfolger des Komsomol ist.
In der Wirtschaft verfolgt Lukaschenka einen Kurs ohne die in anderen osteuropäischen Ländern durchgeführten Reformen (u. a. führte er einen gesetzlichen Mindestlohn ein). Nach den 1990er Jahren begann ein Aufschwung mit jährlichen Wachstumsraten von sieben bis acht Prozent. Etwa achtzig Prozent des Bruttosozialproduktes wurden im Jahre 2005 von staatlichen Unternehmen erwirtschaftet.
Im Oktober 2004 wurde in einer von westlichen Beobachtern als „undemokratisch“ bezeichneten Volksabstimmung einer Verfassungsänderung zugestimmt, die Lukaschenka ab 2006 eine dritte Amtszeit ermöglichte. Politische Gegner wurden wegen Verunglimpfung des Präsidenten zu Haftstrafen verurteilt. Finanzielle und politische Unterstützung erhält die Opposition hauptsächlich von Deutschland, Polen, der EU (die EU und ihre Mitgliedsstaaten vertreten jeweils eigenständige Positionen) und den USA.
Im Herbst 2005 unternahmen Russland und Belarus nochmals Anstrengungen zur Integration einiger ex-sowjetischer Teilrepubliken und zu gemeinsamen Verfassungsakten. Neben der bereits existierenden interparlamentarischen Versammlung und einem Gremium von Regierungsvertretern wurde ein geringes länderübergreifendes Budget vereinbart. Ein Zollabkommen, wonach russische Beamte an der Grenze zwischen Belarus und Polen kontrollieren dürfen, ist in Kraft.
Ein Referendum über gemeinsame Verfassungsakte wurde vom russischen Staatssekretär Pawel Borodin für 2006 in Aussicht gestellt. Auch Präsident Lukaschenka gab sich zuversichtlich, obwohl Grundsätzliches noch offen sei (Kompetenzen des überstaatlichen Unionsrates, Ausmaß der „Gleichberechtigung“ so unterschiedlich großer Staaten usw.). Den Plan Wladimir Putins, Belarus als Provinz in Russland aufzunehmen, hatte Lukaschenka 2002 abgelehnt. Dies hatte zu heftigen Dissonanzen geführt, die angeblich nun beigelegt sind. Doch bestehen weiterhin Friktionen, wie Planungen einer gemeinsamen Währung zeigen. Sie sollte am 1. Januar 2006 in Kraft treten, doch konnte man sich nicht darauf einigen, in welchem Land der Rubel gedruckt wird.

### Dritte Amtszeit (2006–2010)

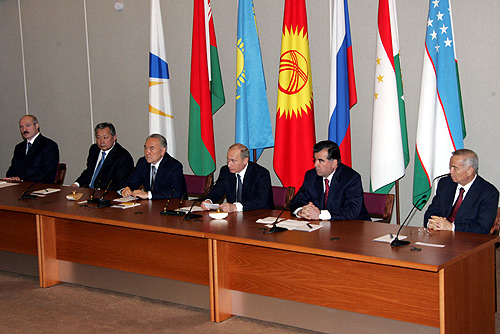
Lukaschenka bei einem Treffen der Eurasischen Wirtschaftsgemeinschaft 2006 in Sankt Petersburg mit Kurmanbek Bakijew, Nursultan Nasarbajew, Wladimir Putin, Emomalij Rahmonow und Islom Karimov

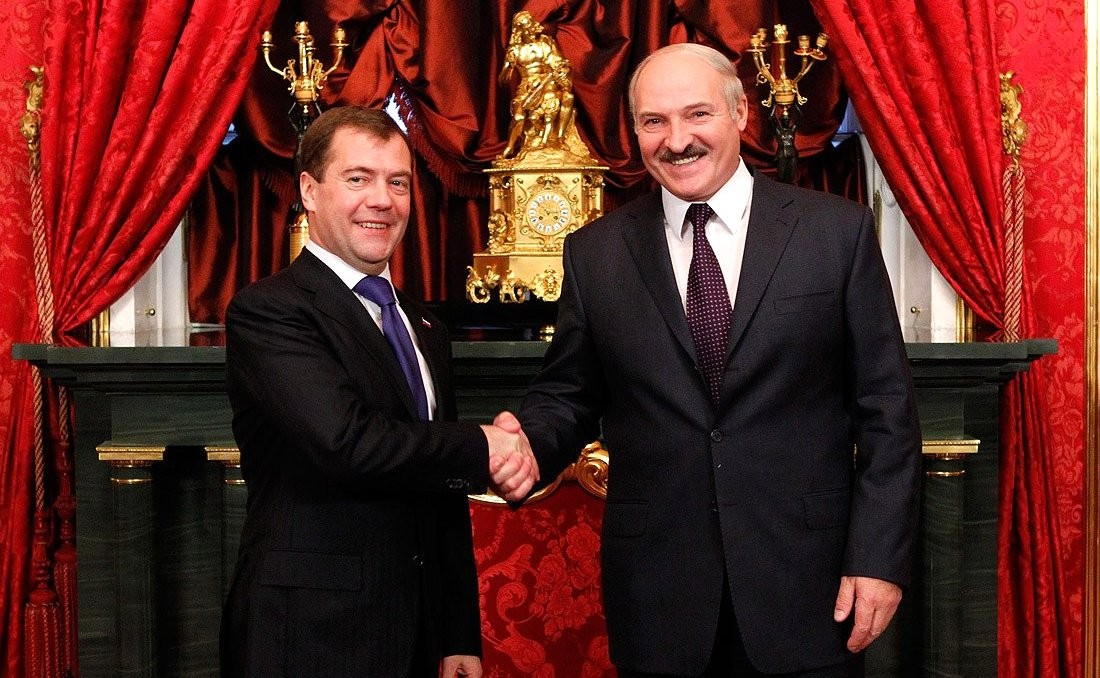
Lukaschenka im Dezember 2008 bei einem Treffen mit dem russischen Präsidenten Dmitri Medwedew

Vor der Präsidentschaftswahl am 19. März 2006 verschärfte Lukaschenka sein Vorgehen gegen Kritiker. Belarussische und russische Politiker sowie Intellektuelle haben wiederholt die finanziellen Unterstützungen marktwirtschaftsorientierter Politiker seitens europäischer Organisationen kritisiert. Lukaschenka gewann die Wahl, die von Vorwürfen von Manipulationen zu seinen Gunsten begleitet war, mit 83,0 Prozent der Stimmen und trat seine dritte Amtszeit an. Angeblich hatte sein Ergebnis noch weit höher gelegen, er ließ es aber nach eigener Aussage nach unten schönen, weil ein Ergebnis über 90 Prozent „nicht geglaubt“ würde.
Infolge von Menschenrechtsverstößen und Dissonanzen hinsichtlich einer marktwirtschaftlichen Öffnung des Landes verhängte die EU für die belarussische Regierung 1997 ein Einreiseverbot. Am 10. April 2006 wurde das Verbot auf insgesamt 31 Personen der belarussischen Führung ausgeweitet. Weitere Maßnahmen gegen Führungspersonen, zum Beispiel die Beschlagnahme von Auslandsvermögen, behielt sich die EU ausdrücklich vor. Vieles deutet jedoch darauf hin, dass solche Maßnahmen unwirksam und rein symbolischer Natur sind.
Am 18. Mai 2006 beschloss die Europäische Union, die Konten Präsident Lukaschenkas und 35 weiterer Regierungsbeamter einzufrieren. Am 19. Juni 2006 verschärften auch die USA ihre Sanktionen gegen die Regierung und ließen angeblich auf amerikanischen Banken im In- und Ausland gelagertes Vermögen des Präsidenten sowie neun weiterer Personen seiner Regierung einfrieren. Lukaschenka selbst gab in einem Interview mit der Berliner Morgenpost an, „nichts gestohlen [und] keine Konten bei ausländischen Banken“ zu haben.
Im November 2007 wurde in Belarus die Partei Weiße Rus gegründet. Sie soll nach Vorbild der russischen Präsidentenpartei Geeintes Russland als Massenpartei die Politik Lukaschenkas unterstützen und ihm bei Bedarf die Möglichkeit bieten, Massenkundgebungen zu seiner Unterstützung zu mobilisieren.

### Vierte Amtszeit (2010–2015)
Am 19. Dezember 2010 fanden erneut Präsidentschaftswahlen statt. Dabei kam es zu Großdemonstrationen gegen die Regierung, die brutal niedergeschlagen wurden.
2012 kühlten die Beziehungen zur EU deutlich ab. Die Europäische Union zog alle ihre Botschafter aus Belarus ab und verschärfte die Sanktionen. Daraufhin zogen die belarussischen Botschafter aus Belgien und Polen ab. Deutschlands Außenminister Guido Westerwelle sagte öffentlich, Lukaschenka sei der „letzte Diktator Europas“. Darauf antwortete Lukaschenka mit einem persönlichen Angriff auf Westerwelle: „Besser Diktator als schwul“.
Weil viele Belarussen wegen niedriger Löhne in Russland arbeiten, beschloss Lukaschenka im Jahr 2012 ein Gesetz, welches den 13.000 Angestellten in der staatlich kontrollierten holzverarbeitenden Industrie verbietet, ihren Beruf aufzugeben und ins Ausland zu gehen.
Im Zuge des russischen Kriegs in der Ukraine wendete sich Lukaschenka zum Teil von seiner prorussischen Politik ab. So bezeichnete sich Lukaschenka ironisch im April 2015 nicht als einzigen Diktator Europas, sondern sagte scherzhaft, mit Blick auf Putin, es gebe einen schlimmeren Diktator als ihn. Ebenso erklärte er auf einer Pressekonferenz, er „werde niemals gegen den Westen kämpfen, um Russland zu gefallen“, und pflegte gute Beziehungen zum damaligen ukrainischen Präsidenten Petro Poroschenko. Zu Russlands Begründung der Annexion der Krim, diese sei „urrussisches Territorium“, sagte er: „Dann können wir auch in die Zeit Batu Khans zurückgehen, in die Zeit des mongolisch-tatarischen Jochs. Und dann wird man Kasachstan, der Mongolei und anderen praktisch das gesamte Territorium Russlands und Osteuropas geben müssen.“ Gemäß der NZZ verurteilte er „das territoriale Ausgreifen“ des Kremls. Im September 2014 und im Februar 2015 wurden die Friedensverhandlungen zwischen der Ukraine und Russland in der belarussischen Hauptstadt Minsk abgehalten.

### Fünfte Amtszeit (2015–2020)
Lukaschenka gewann die Wahl im Oktober 2015 mit 83,5 Prozent der Stimmen und begann damit seine fünfte Amtszeit. Die OSZE hat Unstimmigkeiten bei der Wahl festgestellt; da es jedoch leichte Verbesserungen im Vergleich zu den Vorjahren gab, hat die EU beschlossen, die Sanktionen gegen Belarus für vier Monate ab November 2015 zunächst auszusetzen.
Lukaschenka bemühte sich um einen Balanceakt zwischen Russland und dem Westen. Im Jahr 2016 schrumpfte die Wirtschaft laut Prognosen um 3 Prozent, die Inflation war hoch und Kreditrückzahlungen in Milliardenhöhe an ausländische Geldgeber wurden 2016 fällig. Um die fälligen Auslandsschulden in Höhe von 3,3 Milliarden US-Dollar zu bezahlen, bemühte sich Lukaschenka um ein neues Darlehen beim Internationalen Währungsfonds (IWF).
Im Rahmen der COVID-19-Pandemie in Belarus 2020 fiel Lukaschenka durch seine Skepsis in Bezug auf die Gefährlichkeit des Coronavirus auf. Am Rande eines Eishockeyspiels erklärte er beispielsweise: „Es gibt hier kein Virus. Oder sehen Sie es hier irgendwo herumfliegen? Also ich nicht“. Die Pandemie bezeichnete er als „Psychose“ und riet dazu, das Virus „mit Wodka, Saunagängen und Traktorfahren“ zu bekämpfen. Am 28. Juli 2020 behauptete Lukaschenka, eine COVID-Infektion überstanden zu haben. Im Staatsfernsehen wurde wegen der Ansichten des Präsidenten zunächst nicht über die Pandemie berichtet.
Im Juni 2020 löste Lukaschenka die belarussische Regierung per Dekret auf und erklärte dies mit der im August 2020 geplanten belarussischen Präsidentschaftswahl, bei der er sich für eine sechste Amtszeit bewarb. Vor der Wahl, im Juli 2020, ließ er seinen größten politischen Kontrahenten, Wiktar Babaryka, verhaften und von der Wahl ausschließen. Auch der Videoblogger Sjarhej Zichanouski, der sich zur Präsidentschaftswahl aufstellen lassen wollte, wurde am 29. Mai festgenommen. Amnesty International stufte die beiden Präsidentschaftskandidaten als politische Gefangene ein. An der Stelle von Zichanouski kandidierte dessen Ehefrau Swjatlana Zichanouskaja, der es gelang, die Wahlstäbe von Babaryka und des ebenfalls nicht zugelassenen Kandidaten Waleryj Zapkala zu vereinen. Lukaschenka kommentierte Zichanouskajas Kandidatur mit den Worten, Belarus sei noch nicht reif für eine Frau an der Spitze.
Als es nach der Präsidentschaftswahl im August 2020 zu Massenprotesten im Land kam, die Lukaschenka Wahlfälschung vorwarfen, diffamierte er die Demonstranten als „Leute mit einer kriminellen Vergangenheit“, „Alkoholiker“, „Drogenabhängige“ und „vom Ausland Gelenkte“. Die belarussische Staatsgewalt, insbesondere die OMON-Einheiten, misshandelte festgenommene Demonstranten. Am 1. September 2020 sprach das Büro des Hohen Kommissars der Vereinten Nationen für Menschenrechte davon, dass man Berichte von über 450 dokumentierten Fällen von Folter und Misshandlungen seit dem Tag der Präsidentschaftswahl erhalten habe. Mindestens sechs Menschen seien nach wie vor vermisst. Der UN-Sonderberichterstatter für Folter Nils Melzer sowie 14 weitere Menschenrechtsexperten der UNO äußerten sich beunruhigt über die Berichte und Fälle.
Während einer Kundgebung in Minsk warf Lukaschenka den Demonstranten vor, die Zukunft des Landes zu zerstören und aus dem Ausland gesteuert zu werden. Damit verbreitete er gezielt propagandistische Aussagen im Land und trug zu deren Verbreitung bei. Lukaschenka sagte, er würde nicht zulassen, dass das Land destabilisiert werde.
Aljaksandr Lukaschenka behauptete, dass eine Wahl, die ein Ergebnis von mehr als 80 % aufweist, nicht gefälscht sein könne, und bezog sich am 16. August während einer öffentlichen Rede auch auf die gegnerische Demonstration, indem er sie aufrief, „das Land nicht in Verruf zu bringen, ein friedliches, blühendes und ruhiges Land, das von allen in der Welt beneidet wird. Aus diesem Grund haben wir keine Freunde und keine Anhänger. Alle möchten, dass wir in die Knie gehen.“ Die Gegner würden laut Lukaschenka von westlichen Puppenspielern gesteuert, die den Verlauf der westlichen belarussischen Grenze bei Brest nicht wahrhaben wollen und sie stattdessen unweit von Minsk wie vor 1939 sehen wollen.
Am 17. August schloss er bei einem Werksbesuch Neuwahlen aus und erklärte: „Ihr müsst mich schon töten, wenn ihr neue Wahlen wollt“. Nachdem Demonstranten bei einem Protestmarsch am 23. August am Palast der Unabhängigkeit, der Residenz von Präsident Lukaschenka, hatten vorbeimarschieren wollen, wurden sie von Polizeieinheiten blockiert. Staatsmedien zeigten daraufhin, wie Lukaschenka mit einem Helikopter an der Residenz landete und mit einer schusssicheren Weste und einer Kalaschnikow ausstieg. Zuvor hatte er gesagt, die Demonstrierenden würden „wegrennen, wie Ratten“. Begleitet wurde er dabei von seinem 15-jährigen Sohn Mikalaj, der in voller Kampfmontur und ebenfalls mit einem Gewehr in Händen erschien.

### Sechste Amtszeit (2020–2025)
Am 23. September 2020, sechs Wochen nach den Präsidentschaftswahlen und während noch laufender Proteste gegen das mutmaßlich gefälschte Wahlergebnis, ließ sich Lukaschenka für seine sechste Amtszeit vereidigen. Die Zeremonie fand, anders als üblich, ohne größere Ankündigungen statt. Die Europäische Union (EU) erklärte, dass die Wahl vom 9. August weder frei noch fair gewesen sei, und sprach der Amtseinführung Lukaschenkas daher jegliche demokratische Legitimität ab. Ähnliche Stellungnahmen gaben auch die Vereinigten Staaten, Kanada, das Vereinigte Königreich und die Ukraine ab.
Anfang Oktober 2020 einigte sich die EU auf Sanktionen gegen 40 Personen, die der Wahlfälschung und der Niederschlagung der Proteste in Belarus beschuldigt werden. Davon ausgenommen war Aljaksandr Lukaschenka. Der Grund für die Ausnahme sei, dass dies die diplomatischen Bemühungen zur Beilegung des Konflikts erschweren könnte und der EU die Möglichkeit nehmen würde, ihren Kurs noch einmal zu verschärfen.
Am 6. November 2020, dem ersten Tag der neuen Amtszeit, verhängte die EU, die im Oktober noch von Sanktionen gegen Lukaschenka abgesehen hatte, gegen ihn, seinen Sohn Wiktar Lukaschenka sowie gegen 13 besonders loyale Regierungsvertreter Einreiseverbote in die EU und Kontensperrungen. Unter den Regierungsvertretern befinden sich unter anderem Lukaschenkas Pressesprecherin, der Leiter der Präsidialverwaltung und der Chef des belarussischen Geheimdienstes KGB. Daraufhin nahmen das Vereinigte Königreich, die Schweiz, Kanada, Neuseeland Aljaksandr Lukaschenka in ihre Sanktionslisten auf. Außerdem bleibt Aljaksandr Lukaschenka eine der wenigen Personen auf der Sanktionsliste der Vereinigten Staaten (Specially Designated Nationals and Blocked Persons).
Anfang Dezember 2020 wurden Lukaschenka, der seit 23 Jahren Präsident des Nationalen Olympischen Komitees war, und sein Sohn Wiktar (seit 2021 neuer Präsident des Komitees) vom Internationalen Olympischen Komitee (IOC) vorläufig von allen olympischen Aktivitäten einschließlich der Olympischen Sommerspiele in Tokio ausgeschlossen, da sie die belarussischen Athleten nicht ausreichend vor politischer Diskriminierung schützten.
Mitte Februar 2021 kündigte Lukaschenka in einer Rede seinen Rücktritt aus dem Amt des Staatspräsidenten für frühestens 2022 an.
Im Mai 2021 erstatteten die vier Berliner Anwälte Mark Lupschitz, Onur Özata, Roland Krause und Benedikt Lux „im Namen und in Vollmacht von Folteropfern“ Strafanzeige beim Generalbundesanwalt in Karlsruhe sowohl gegen Lukaschenka als auch gegen Sicherheitsbeamte seiner Regierung. Den Anwälten lagen Hinweise zu mehr als 100 Fällen dokumentierter Folter durch Beamte in Belarus vor. Das sogenannte Weltrechtsprinzip erlaubt es, von Deutschland aus Völkerrechtsverbrechen in anderen Staaten zu verfolgen.
Auf die Strafmaßnahmen der EU, die im Jahr 2021 unter anderem wegen der erzwungenen Landung von Ryanair-Flug 4978 ausgeweitet worden waren, reagierte Lukaschenka mit Gegensanktionen. Er ermunterte zudem Migranten aus Syrien und dem Irak, über Belarus die Grenze zur EU als Flüchtlinge zu passieren, woraufhin im Sommer 2021 der Flüchtlingszulauf in Litauen anstieg. Waren in den Jahren von 2018 bis 2020 zusammen weniger als 300 Flüchtlinge von Belarus über die Grenze zu Litauen getreten, waren es im Sommer 2021 über 4000 Menschen, meist aus dem Irak, die von Lukaschenkas Regime Visa erhielten und systematisch mit Reisebussen an die Grenze gefahren wurden. Auch an der Grenze zu Polen versuchten über Belarus eingereiste Iraker und Syrer in die EU zu gelangen, Polen verhängte daraufhin an der Grenze den Ausnahmezustand, ließ jedoch die Menschen nicht einreisen. Es starben mehrere Menschen an der Grenze. Lukaschenka wies seitens Polen erhobene Anschuldigungen zurück. Obwohl Polen die Menschen nicht einreisen lassen wollte, konnten sich dennoch nicht wenige Menschen über die Grenze schmuggeln. So kamen alleine über die Grenze zu Polen so viele Menschen aus dem Nahen Osten nach Deutschland wie seit 2013 nicht mehr.
Beim russischen Überfall auf die Ukraine am 24. Februar 2022 stellte Lukaschenka das belarussische Staatsgebiet für den russischen Aufmarsch zur Verfügung. Am 27. Februar räumte er ein, dass russische Truppen zwei Raketen von Belarus aus abgefeuert hätten.
Im September 2022 stellte Lukaschenka mit Wladimir Putin einen belarussisch-russischen Militärverband auf, dessen Standort der Militärflugplatz Baranawitschy wurde und dem mindestens 9000 Soldaten der russischen Streitkräfte unterstellt wurden. Bis Ende des Jahres 2022 waren nach Angaben des belarussischen Oppositionellen und Exilanten Pawel Latuschka Vorbereitungen für eine Mobilmachung in Belarus weit fortgeschritten. So seien laut Latuschka fast alle Mitarbeiter, die dem belarussischen Innenministerium unterstehen, aufgefordert worden, ihre Pässe abzugeben. Dies geschehe, damit sie bei einer Mobilmachung das eigene Land nicht verlassen könnten.
Für seine Unterstützung Moskaus beim Russischen Überfall auf die Ukraine im Jahr 2022 wurde er von Japan, Australien und Neuseeland sanktioniert.
Anfang 2023 setzte Lukaschenka ein auf etwa ein Jahr zeitlich befristetes Gesetz in Kraft, das Straffreiheit beim Erstellen und Benutzen von Raubkopien von Software, Musik und Filmen aus „unfreundlichen Ländern“ (solche, die im Zuge des russischen Überfalls auf die Ukraine Sanktionen auch gegen Belarus verhängt hatten) garantiert. Raubkopierer sollen jedoch Zahlungen an die belarussische Patentbehörde abführen, wo Rechteinhaber von Medien das Geld einfordern können. Das Gesetz ist eine Reaktion auf den Umstand, dass infolge des Krieges viele westliche Medienprodukte nicht mehr legal erhältlich sind.
Unter Lukaschenkas de facto Präsidentschaft wurden die Belarussischen Streitkräfte im Frühjahr 2023 von den Strategischen Raketentruppen Russlands mit taktischen Atomwaffen ausgestattet.
Im Juni 2023, während des Aufstands der Söldnergruppe Wagner in Russland, vermittelte Lukaschenka nach eigenen Angaben erfolgreich zwischen dem russischen Staatspräsidenten Wladimir Putin und dem Wagner-Anführer Jewgeni Prigoschin; Lukaschenka bot Prigoschin bzw. der Gruppe Wagner Exil bzw. einen sicheren Aufenthalt in Belarus an, wenn diese ihren Aufstand in Russland abbricht. Die Gruppe Wagner zog daraufhin nach Belarus und beteiligte sich an der Ausbildung belarussischer Soldaten.
Im Januar 2024 unterzeichnete Lukaschenka ein Gesetz, das ihm lebenslange Immunität zusichern soll. Einen Monat später, eine Woche vor Parlaments- und Kommunalwahlen ordnete Lukaschenka, unter der Begründung, dass Belarus durch Extremisten und Kriminalität bedroht sei, bewaffnete Straßenpatrouillen an.
Im Juli 2024 gab Lukaschenka erstmals öffentlich gesundheitliche Probleme zu, nachdem Beobachter in den Vorjahren bei öffentlichen Anlässen wiederholt Anzeichen körperlichen Verfalls ausgemacht hatten. Eine Nachfolgeregelung gilt im Falle des autokratischen Regimes von Belarus als schwer zu bewerkstelligen. Im selben Monat begnadigte Lukaschenka den zum Tode verurteilten Deutschen Rico Krieger, nachdem dieser ein Gnadengesuch gestellt hatte. Krieger kam im Zuge eines Gefangenenaustausches zwischen der russischen Föderation und Belarus auf der einen, sowie mehreren westlichen Ländern auf der anderen Seite frei.

### Siebte Amtszeit (seit 2025)
Am 26. Januar 2025 fand eine Präsidentschaftswahl statt, in der Lukaschenka sich mit einem bekanntgegebenen Wahlergebnis von 87,6 Prozent für weitere 5 Jahre als Präsident bestätigen ließ. Kandidaten der Opposition und Wahlbeobachter der OSZE konnten nicht an der Wahl teilnehmen.
Mitte 2025 kündigte er an,  nach dem Ende seiner Amtszeit 2030 nicht mehr zu kandidieren.

## Politische Repressionen

### Verschwindenlassen von Oppositionellen

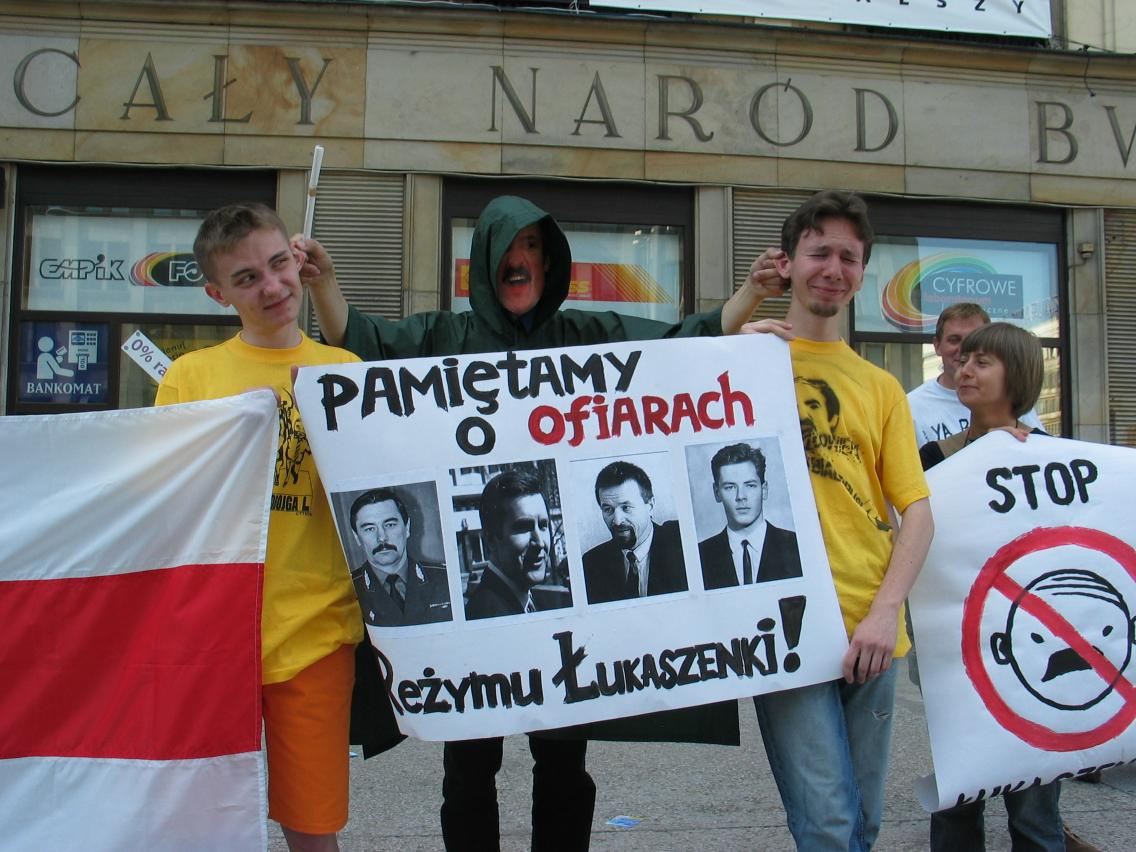
Demonstration in Warschau zur Erinnerung an Juryj Sacharanka, Wiktar Hantschar, Anatol Krassouski und Dsmitryj Sawadski

In den Jahren 1999 und 2000 „verschwanden“ vier Regierungsgegner. Dabei handelte es sich um die Oppositionspolitiker Wiktar Hantschar und Juryj Sacharanka, den Geschäftsmann Anatol Krassouski und den Kameramann Dsmitryj Sawadski. Ermittlungen des Europarates legten dabei nahe, dass diese von sogenannten Todesschwadronen mit engsten Kontakten zur Staatsführung entführt und ermordet wurden. Der Europarat machte unter anderem den damaligen Staatssekretär des Sicherheitsrates Wiktar Schejman und drei weitere Regierungsbeamte direkt für die Entführungen verantwortlich und verhängte gegen diese Einreiseverbote in die Europäische Union.
Im Jahr 2000 wurde in Belarus der Leiter einer Spezialeinheit des belarussischen Innenministeriums wegen des Tatverdachts der Beteiligung an diesen Verbrechen festgenommen. Kurz darauf wurde er auf persönliche Anordnung Lukaschenkas wieder freigelassen und der ermittelnde Generalstaatsanwalt wurde entlassen.
Im Dezember 2019 veröffentlichte die Deutsche Welle einen Dokumentarfilm, in dem Juryj Harauski, ein ehemaliger Angehöriger einer Spezialeinheit des belarussischen Innenministeriums, bestätigte, dass seine Einheit Hantschar und Krassouski festgenommen, weggebracht und ermordet habe.
Zu den politischen Gegnern, die Lukaschenka verschwinden oder einsperren ließ, gehören unter anderem auch Andrej Sannikau, Sjarhej Zichanouski (der kurz nach seiner Ankündigung zur Präsidentschaftswahl 2020 anzutreten, verhaftet wurde), Wiktar Babaryka und Maryja Kalesnikawa.
Im Jahr 2024 berichtete die Menschenrechtsorganisation Wjasna, dass es in Belarus mehr als 1400 politische Gefangene gibt. Laut einem belarussischen Journalisten sind es bis zu zehnmal so viele. Manche politischen Gefangenen seien mit dem Ablauf ihrer Haftzeit erneut verurteilt worden.
Im Juni 2025 erlaubte Lukaschenka die Freilassung und Ausreise von 14 politischen Gefangenen, darunter Sjarhej Zichanouski, ins Exil. Die Freilassungen waren erfolgt, nachdem Lukaschenka den US-amerikanischen Sondergesandten Keith Kellogg in Minsk empfangen hatte.

### Geplante Mordanschläge im Ausland
Im Jahr 2021 geriet eine Tonaufnahme aus dem Jahre 2012 an die Öffentlichkeit, die belegt, dass Lukaschenka Mordanschläge auf Regierungsgegner im Ausland planen ließ. Demnach sprach der damalige Chef des Geheimdienstes KGB Wadsim Sajzeu davon, dass der Präsident vom KGB klare Maßnahmen erwarten würde und dafür anderthalb Millionen Dollar zur Verfügung gestellt haben soll. Unter anderem soll ein Anschlag auf den im Ausland lebenden Journalisten Pawel Scheremet geplant worden sein. Sajzeu sagte hierzu: „Wir zünden eine Bombe, und diese verfluchte Ratte wird in Stücke gerissen.“ Tatsächlich wurde Scheremet am 20. Juli 2016 in der ukrainischen Hauptstadt Kiew mit einer Autobombe ermordet. Ebenfalls ist in der Aufnahme von Mordplänen gegen drei Dissidenten in Deutschland die Rede, darunter Aleh Alkajeu.

### Umgang mit Demonstranten und Pläne zur Errichtung von Konzentrationslagern
Im Verlauf der Proteste gegen die Herrschaft Lukaschenkas 2020 setzten Sicherheitskräfte Blendgranaten, Gummigeschosse und Tränengas ein. Am 10. August 2020 wurde der Demonstrant Aljaksandr Tarajkouski erschossen, der mit erhobenen Händen vor Spezialeinheiten stand. Die eingesetzten Blendgranaten hinterließen Risswunden am ganzen Körper und die Druckwelle der Explosion verursachte Schädel-Hirn-Traumata. Mehreren Menschen wurden dadurch Gliedmaßen abgerissen. Drei Gefangene erlitten im Isolationszentrum Okrestino oder auf dem Weg dorthin Verletzungen, welche auf sexualisierte Gewalt schließen lassen. In einem Interview vom September 2020 meinte Lukaschenka, dass Gefangene ihre Verletzungen inszeniert hätten, und erklärte, „einige der Mädchen haben ihre Hintern blau angemalt“. Im November 2021 bestätigte er allerdings in einem Interview mit der British Broadcasting Corporation die Gewalt in Okrestino. Wörtlich erklärte er: „Ok, ok. Ich gebe es zu, ich gebe es zu. Menschen wurden in Okrestino geschlagen. Aber es wurden auch Polizisten geschlagen und ihr habt das nicht gezeigt“.
Im Oktober 2020 erklärte Lukaschenka, man werde keine Gefangenen machen, und drohte: „Wenn jemand einen Militärangehörigen berührt, muss er mindestens ohne Hände weggehen“.
Im Januar 2021 wurde eine Tonaufnahme veröffentlicht, in welcher der Kommandeur der internen Truppen und stellvertretende Innenminister von Belarus Mikalaj Karpjankou Sicherheitskräften erzählt, sie könnten Demonstranten verkrüppeln, verstümmeln und töten, damit diese ihre Aktionen verstünden. Dies sei gerechtfertigt, da jeder, der auf die Straße gehe, an einer Art Guerillakrieg teilnehmen würde. Zudem spricht er die Errichtung von Lagern an, die von Stacheldraht umgeben sein sollen und in denen die Demonstranten festgehalten werden, bis sich die Lage beruhigt hat. Eine Sprecherin des Innenministeriums stempelte die Audiodatei als Fälschung ab. Eine phonoskopische Untersuchung der Audioaufnahme bestätigte allerdings, dass die Stimme auf der Aufnahme Karpjankou gehört. Die Organisation für Sicherheit und Zusammenarbeit in Europa zeigte sich über die Äußerungen besorgt. Nach Angaben von Radio Free Europe/Radio Liberty soll in den Tagen vom 13. bis zum 15. August 2020 tatsächlich ein solches Lager nahe der Stadt Sluzk genutzt worden sein. Viele der dort inhaftierten Personen sollen aus dem Gefängnis Okrestino in Minsk gebracht worden sein.
Gemäß dem Hohen Kommissar der Vereinten Nationen für Menschenrechte (UNHCHR) waren sowohl männliche als auch weibliche Häftlinge Vergewaltigung und anderen Formen sexueller und geschlechtsspezifischer Gewalt ausgesetzt. Die vom UNHCHR überprüften Krankenakten weisen auf Läsionen und andere Verletzungen der männlichen Genitalien hin, die mit gewaltsamem Verdrehen und Vergewaltigung einhergehen. Auch psychische Gewalt, einschließlich Vergewaltigungsdrohungen, wurde gegen Inhaftierte angewandt.

### Landung von Ryanair-Flug 4978 in Minsk
Ein Zwischenfall, der international für Aufsehen sorgte, ereignete sich am 23. Mai 2021, als eine Passagiermaschine der irischen Fluggesellschaft Ryanair unter Vorspiegelung einer angeblichen Bombendrohung nach Minsk umgeleitet wurde. Das Flugzeug, welches auf dem Weg von Athen nach Vilnius war, wurde kurz vor Verlassen des belarussischen Luftraumes zum Flughafen in Minsk umgeleitet. An Bord befanden sich nach litauischen Angaben 171 Passagiere, darunter der im Exil lebende belarussische Oppositionelle Raman Pratassewitsch. Am Flughafen wurden er und seine ebenfalls an Bord befindliche Freundin Sofia Sapega festgenommen. Das Komitee für Staatssicherheit der Republik Belarus stufte Pratassewitsch als „Terrorist“ ein, weil er über die Proteste gegen das Regime von Aljaksandr Lukaschenka berichtet hatte.

## Kritik und weitere Kontroversen

### Aussagen zu Adolf Hitler
Lukaschenka erregte im Jahr 1995 Aufsehen, als er in einem Interview mit der Zeitung Handelsblatt den Führungsstil von Adolf Hitler als Vorbild für ein belarussisches Herrschaftssystem pries. Wörtlich erklärte er: „Es dauerte Jahrhunderte, um die deutsche Ordnung herzustellen. Unter Hitler erreichte diese Formation ihren Höhepunkt. Dies entspricht unserem Verständnis einer Präsidentenrepublik und der Rolle eines Präsidenten darin“. Er führte aus: „Zu seiner Zeit wurde Deutschland dank einer sehr strengen Führung aus den Ruinen gehoben, und nicht alles, was in Deutschland mit dem bekannten Adolf Hitler zu tun hatte, war schlecht“. Ein Sprecher des US-Außenministeriums bezeichnete die Aussagen als „unangemessen“ für das Oberhaupt eines Staates in einem Gebiet, das unter der Aggression der Nationalsozialisten gelitten hat. Lukaschenka weigerte sich, das Zitat zurückzunehmen, erklärte jedoch, dass die Konsequenzen von Hitlers Führungsstil in der Außenpolitik schlecht gewesen seien.

### Aussagen zum jüdischen Volk
Das israelische Außenministerium kritisierte Lukaschenka im Juli 2021 für eine Rede, in der er behauptete, die ganze Welt würde sich vor den Juden verneigen. Er sprach von einem Holocaust am belarussischen Volk während des Zweiten Weltkriegs und forderte, diese Ereignisse aufzuarbeiten: „Die Juden konnten das beweisen. Die ganze Welt verneigt sich heute vor ihnen, sie haben sogar Angst, mit dem Finger auf sie zu zeigen, und wir sind so tolerant, so freundlich, wir wollten niemanden beleidigen“. NS-deutsche Formationen und deren Kollaborateure töteten in Belarus 3 Millionen Zivilisten, darunter 800.000 Juden.

## Rezeption

### Öffentliche Meinung und Meinungsfreiheit
Unabhängige Meinungsumfragen sind wie allgemein die Meinungs- und Pressefreiheit in Belarus stark eingeschränkt. Umfragen werden von der Regierung monopolisiert, die ihre Umfragen entweder nicht veröffentlicht oder sie für propagandistische Zwecke nutzt.
Laut einer durchgesickerten internen Umfrage hatte gerade mal ein Drittel der Bevölkerung Vertrauen in Lukaschenka. Die letzte glaubwürdige öffentliche Umfrage in Belarus war eine Umfrage aus dem Jahr 2016, die eine Zustimmung von etwa 30 Prozent für Lukaschenka ergab.
Lukaschenkas Spitznamen sind Sascha (Abkürzung seines Vornamens) oder Batka („Väterchen“). Von seinen Gegnern erhielt Lukaschenka im Verlauf der Proteste in Belarus ab 2020 den Spitznamen „Kakerlake“.

### Sympathisanten und Ruf in Russland
Aljaksandr Lukaschenka ist unter russischen Nationalisten so populär, dass Dmitri Rogosin ihn zu einem der Präsidentschaftskandidaten bei den russischen Wahlen 2008 ernennen wollte, wofür jedoch eine russische Staatsangehörigkeit erforderlich wäre, die er nicht besitzt. Aus dieser Initiative entstand die Bewegung Lukaschenko 2008. Das generell positive Urteil über Lukaschenka ergibt sich unter anderem dadurch, dass sein autoritärer Kurs Verwerfungen wie im Russland der 1990er Jahre vermieden habe, „sowohl das Aufkommen einer Oligarchenschicht als auch die Einwanderung zentralasiatischer Gastarbeiter“ fanden nicht statt.
Über Lukaschenka in Russland gab es 2010 negative Berichterstattung in russischen Medien. 2020 positionierte Lukaschenka sich in den Präsidentschaftswahlen gegen russische Agenten und Unterwanderungsversuche, was der Kreml und dessen Medien ihm übelnahmen. Erst sein Umschwenken auf den Kurs des Kremls unter dem Druck der belarussischen Straßenproteste gegen ihn führte zu einer Wiederannäherung.

## Privatleben

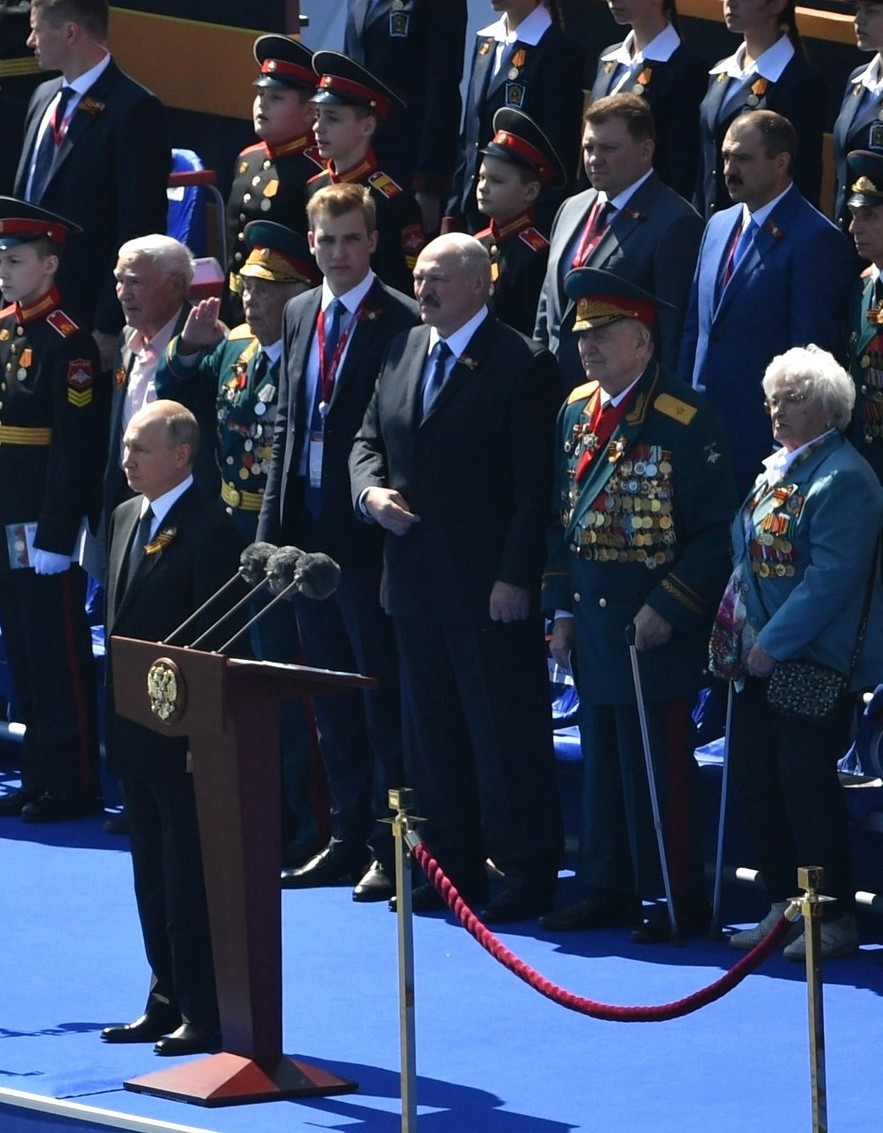
Aljaksandr Lukaschenka mit seinen drei Söhnen während der Moskauer Siegesparade 2020

Lukaschenka ist mit Halina Lukaschenka verheiratet, sie lebt jedoch getrennt von ihm in einem Landhaus in Schklou. Mit ihr hat er zwei Söhne, Dsmitryj Lukaschenka und Wiktar Lukaschenka. Die Mutter seines jüngsten Sohnes Mikalaj Lukaschenka (russisch Nikolai), der 2004 geboren wurde, ist unbekannt. Lukaschenka nimmt Mikalaj gern zu Staatsbesuchen und anderen Veranstaltungen mit.
Lukaschenka verlegte seinen Geburtstag auf den 31. August, um am selben Tag wie sein jüngster Sohn Mikalaj feiern zu können, wurde aber tatsächlich am 30. August 1954 geboren.

## Auszeichnungen
- 1997: Medaille zur Erinnerung an den 850. Jahrestag Moskaus[128]
- 2000: Orden der Revolution (Libyen)
- 2000: José-Martí-Orden[129]
- 2001: Verdienstorden für das Vaterland
- 2001: Ehrenbürgerschaft der Stadt Jerewan[130]
- 2007: Orden des Befreiers (Venezuela)
- 2007: Francisco-de-Miranda-Orden (Venezuela)
- 2013: Orden der Republik Serbien
- 2014: Alexander-Newski-Orden[131]
- 2016: Alter Freund des chinesischen Volkes[132][133]
- 2024: Orden des Heiligen Andreas des Erstberufenen[134]